# Combat de Ksar el Azoudj
Campagne de pacification du Maroc
Le combat de Ksar el Azoudj, qui eut lieu le 29 mars 1903 dans le Sud-Oranais, opposa un détachement militaire français à un groupe de 150 pillards venus du Maroc. Le sergent Charles Lovy et 2 tirailleurs algériens succombent, après un corps à corps acharné.

## Préambule
Au début du XIXe siècle, les relations entre le Maroc et l'Algérie française sont incertaines tant à cause des frontières un peu mouvantes que des razzias effectuées par des bandes d'insoumis, sur le territoire français, les caravanes et les voyageurs.
La France qui veut étendre son autorité vers le Maroc, revendique, à partir de 1901, un droit de police sur ces frontières. Afin de pacifier une zone située à l'extrême sud du département d'Oran, le long de la frontière de l'Est marocain, le 2e régiment de tirailleurs algériens, les légionnaires, les turcos et les spahis y sont envoyés en opération. Cette zone qui doit accueillir le chemin de fer devant relier Duveyrier à Beni Ounif, à proximité du col de Figuig est stratégique, cette ligne de chemin de fer devant relier l'Algérie française au Soudan français. Le tracé de ce chemin de fer passe dans la vallée de Zoufsana, où des puits, des postes militaires et des caravansérails sont établis près des points d'eau. Malgré la présence militaire, les tribus marocaines et algériennes insoumises s'embusquent et attaquent les travailleurs et les postes isolés.

## Avant le combat
Au début de l'année 1903, le bataillon est envoyé en train à Béni-Ounif, dernière station du chemin de fer de la Zousfana, en direction de la ville-palmeraie de Figuig.
Charles Lovy reçoit l’ordre d’occuper le fort avancé de Ksar el Azoudj, situé à 2 jours de chameau, avec 10 hommes.
Le 3 mars 1903, en tant que commandant de sa compagnie, il prend possession du fort situé à l’entrée de l’infini désertique, après 2 jours de marche. Le fort de Ksar el Azoudj est construit sur une arête d'un plateau légèrement incliné vers l'est et dont le point d'accès est défendu par un retranchement. Au bas de la falaise un épais bouquet de verdure cache une petite source. Il s'agit d'un fortin robuste entouré de murailles, qui sert de refuge aux cavaliers du Maghzen chargés du transport du courrier dans l'Extrême Sud.
Chaque jour, la section fouille et effectue des reconnaissances dans cette région située au nord du djebel Béchar où l'eau de la Zousfana qui vient de Figuig est bue par le sable, où pas un arbuste, pas une herbe ne pousse. Rien que du sable et des rochers brûlés, avec des mamelons rocheux déchiquetés, fendus d’énormes crevasses et percés de trous profonds, dont le djebel Moumen, un mamelon de 700 mètres de haut, idéal pour les bandits et les embuscades.
Le 28 mars 1903, une sentinelle aperçoit dans la plaine des détachements se dirigeant vers le fort.
Ce sont trois détachements de légionnaires et de bat d'Af qui remontaient de Taghit par Fendi (région de Béchar) après avoir visité des postes plus au sud et construit des caravansérails.
Le lendemain, 3 spahis partent baliser la piste de Djenan à Taghit.
L’un d’eux revient au galop expliquant qu’en s’approchant de Fendi ils ont été attaqués par des Berbères, qui ont massacré l’escorte et se sont emparés du convoi de chameaux.

## Le combat
Immédiatement le capitaine Normand, commandant des légionnaires, prend un groupe de 30 hommes, part à la poursuite des Berbères, le sergent Lovy commandant l'avant-garde.
Le capitaine Normand, Lovy, 2 spahis et 5 éclaireurs engagent le combat contre les Berbères (Bérabers), embusqués dans les crêtes montagneuses. L'avant-garde est rejointe par le reste de la colonne sous les ordres du lieutenant Dézé. Cinq chameaux sont récupérés et les Marocains ne s'accrochent plus que sur une arête de rocher.
Mais, avec 12 blessés, et le combat sous le soleil, le signal de la retraite est alors donné par le capitaine face au risque d'un carnage.
Les Bérabers, plus nombreux, sont stimulés par la retraite amorcée par les militaires français. Il ne reste plus que quatre hommes à l’arrière-garde, pour couvrir la fuite de leurs camarades vers Ksar el Azoudj, qui emmènent leurs blessés. L'arrière-garde est composée du sergent Lovy et de trois tirailleurs algériens contre une centaine de Berbères marocains. Les quatre hommes, ayant utilisé leur dernière cartouche, combattent au corps à corps. Les trois tirailleurs algériens succombent, et Lovy, blessé, meurt frappé d’un coup de poignard entre les yeux.
Le capitaine Normand et ses hommes sont sauvés grâce au sacrifice de ces quatre soldats.
Enterré avec ses hommes dans l’oasis de Fendi, le corps du sergent Lovy est transféré au cimetière de Tulle 27 mars 1904.